# Sturmgeschütz-Brigade 281
De Sturmgeschütz-Abteilung 281 / Sturmgeschütz-Brigade 281 / Heeres-Sturmgeschütz-Brigade 281 was tijdens de Tweede Wereldoorlog een Duitse Sturmgeschütz-eenheid van de Wehrmacht ter grootte van een afdeling, uitgerust met gemechaniseerd geschut. Deze eenheid was een zogenaamde Heerestruppe, d.w.z. niet direct toegewezen aan een divisie, maar ressorterend onder een hoger commando, zoals een legerkorps of leger.
Deze Sturmgeschütz-eenheid kwam in actie aan het oostfront gedurende zijn hele bestaan en werd in het Sovjet zomeroffensief 1944 volledig vernietigd.

## Krijgsgeschiedenis

### Sturmgeschütz-Abteilung 281
Sturmgeschütz-Abteilung 281 werd opgericht op 1 oktober 1943 bij Aufstellungsstab West in “Camp du Ruchard” bij Tours. Na afloop van de initiële training ging de Abteilung begin november 1943 naar Burg om dit te voltooien. In december ging het dan naar het oostfront, naar de omgeving Vitebsk. Daar, rondom de stad en ten zuiden ervan werd de Abteilung ingezet tegen meerdere Sovjetoffensieven.
Op 14 februari 1944 werd de Abteilung omgedoopt in Sturmgeschütz-Brigade 281.

### Sturmgeschütz-Brigade 281
De omdoping in Sturmgeschütz-Brigade betekende echter geen organisatorische verandering, de samenstelling bleef gelijk. De gevechten in hetzelfde gebied duurden tot in april voor deze uitdoofden.
Op 10 juni 1944 werd de brigade omgedoopt in Heeres-Sturmgeschütz-Brigade 281.

### Heeres-Sturmgeschütz-Brigade 281
Ook nu betekende de omdoping geen organisatorische verandering, de samenstelling bleef opnieuw gelijk. Bij het begin van Operatie Bagration op 22 juni 1944 lag de brigade nog steeds zuidelijk van Vitebsk bij het 6e Legerkorps. Binnen vier dagen had de brigade al zijn Sturmgeschützen verloren en de overlevenden trokken te voet terug richting Minsk, maar ook daar raakten ze in een omsingeling en kwamen er niet meer uit en daarmee was de brigade de facto vernietigd. De resten (320 man hadden de vernietiging van de brigade overleefd) verzamelden zich ten slotte eind juli 1944 in Groß Born.

### Einde
De Heeres-Sturmgeschütz-Brigade 281 werd op 8 augustus 1944 in Groß Born omgedoopt in Heeres-Artillerie-Pak-Abteilung (bo.) 1052.

## Samenstelling
- Staf
- 1e Batterij
- 2e Batterij
- 3e Batterij

## Commandanten
| Rang      | Naam          | Begin          | Eind           |
| --------- | ------------- | -------------- | -------------- |
| Hauptmann | Jonny         | 1 oktober 1943 |                |
| Hauptmann | Schröder      | november 1943  |                |
| Hauptmann | Josef Fenkert | december 1943  | juni/juli 1944 |
| Hauptmann | Egon Janneck  | augustus 1944  |                |

Hauptmann Fenkert raakte vermist bij de vernietiging van de brigade, eind juni/begin juli 1944.